# Musée de la guerre victorieuse
Le musée de la guerre victorieuse (hangeul : 조국해방전쟁승리기념관), consacré à la guerre de Corée, est situé à Pyongyang en Corée du Nord.
Le musée ouvre ses portes à l'origine dans le quartier central de Pyongyang en août 1953 sous le nom de « Musée de la guerre de libération de la mère patrie ». En avril 1963, il est déplacé dans l'arrondissement de Sosong-guyok dans un bâtiment qui lui est spécialement consacré.
Il a récemment été transformé de façon importante avec l'ajout entre autres d'un bâtiment enjambant la rivière et disposant d'une grande salle panoramique à son sommet.[Quand ?]
Parmi les expositions se trouvent un diorama à 360 degrés de la bataille de Daejeon. En plus de nombreuses statues, peintures murales et objets exposés dans le musée se trouve l'USS Pueblo, un navire de la marine américaine capturé par les forces nord-coréennes en 1968 qui prétendaient qu'il était entré dans les eaux territoriales de la Corée du Nord. Les visiteurs sont autorisés à monter à bord et à voir la « salle de code secrète » du navire et des effets de l'équipage.

## Images

### Le bâtiment et les statues extérieures

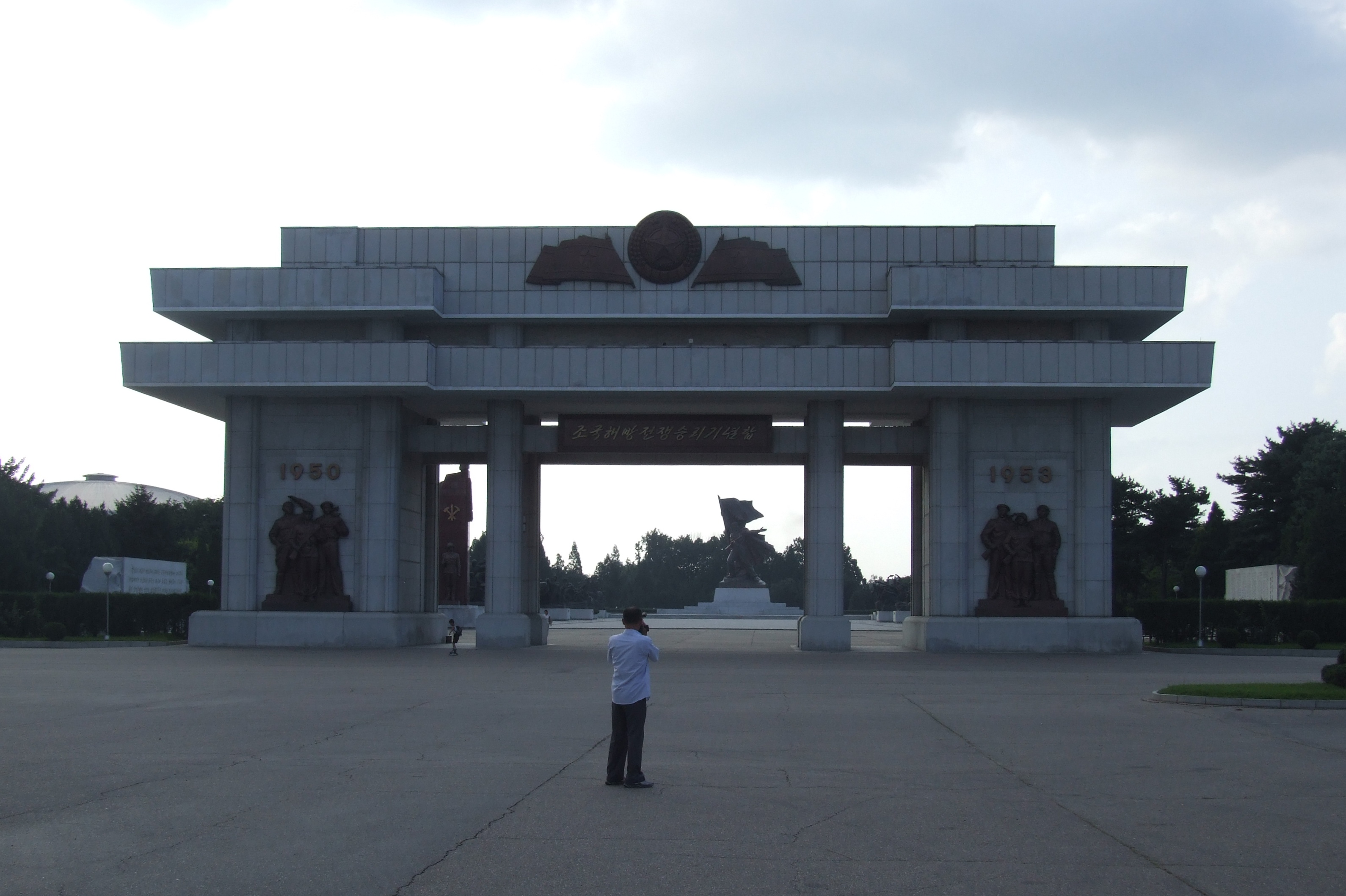
Arche d'entrée du site.
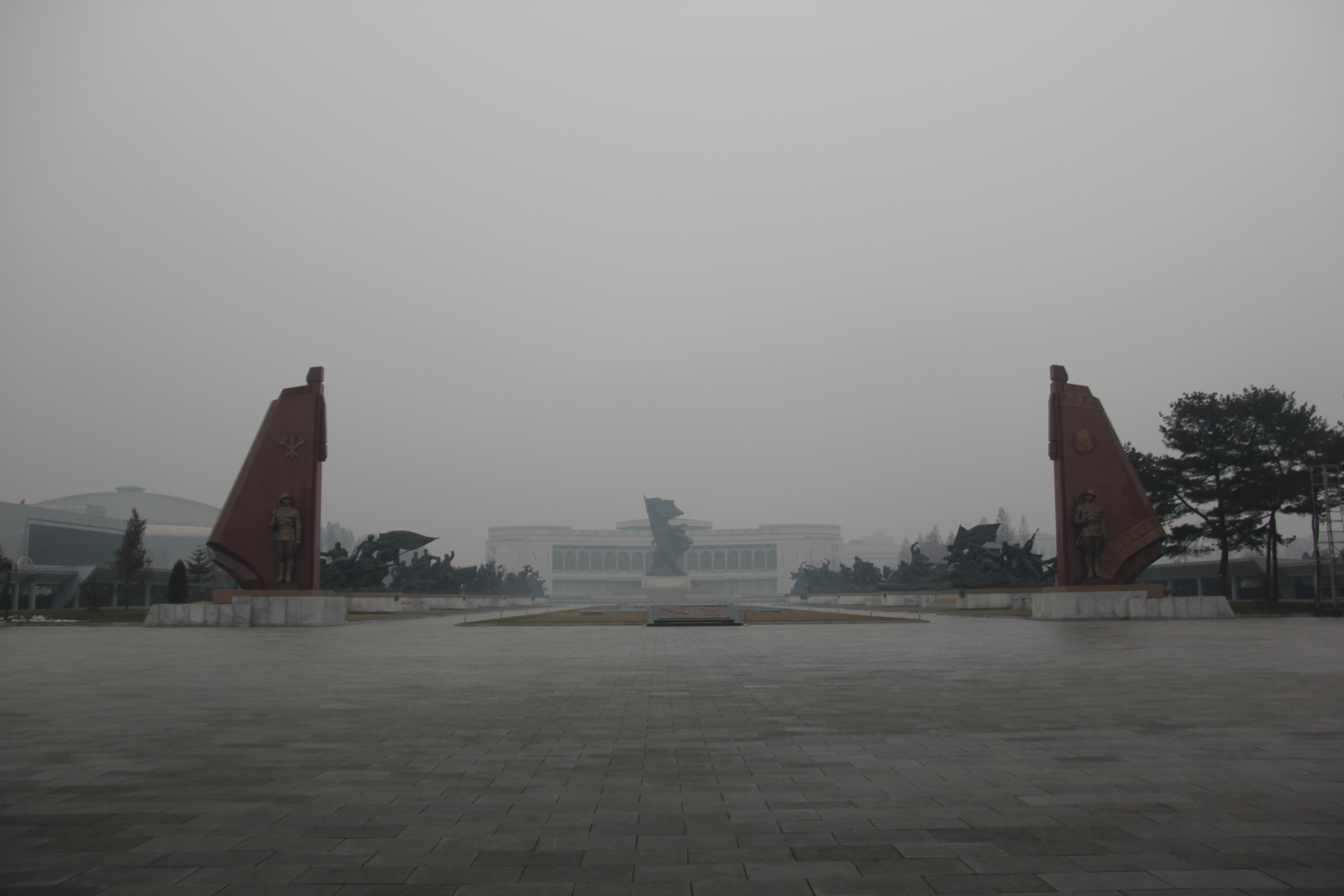
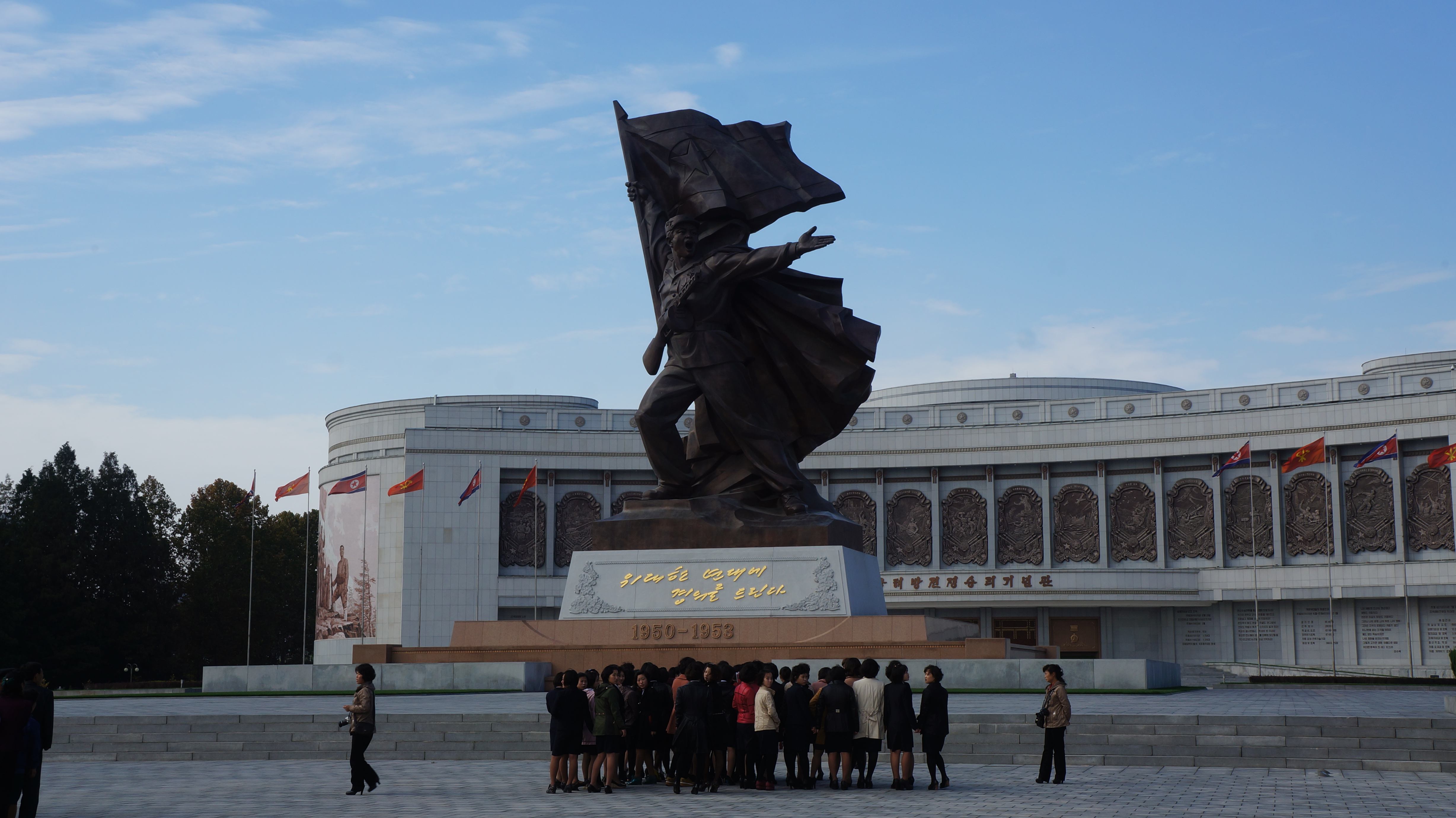
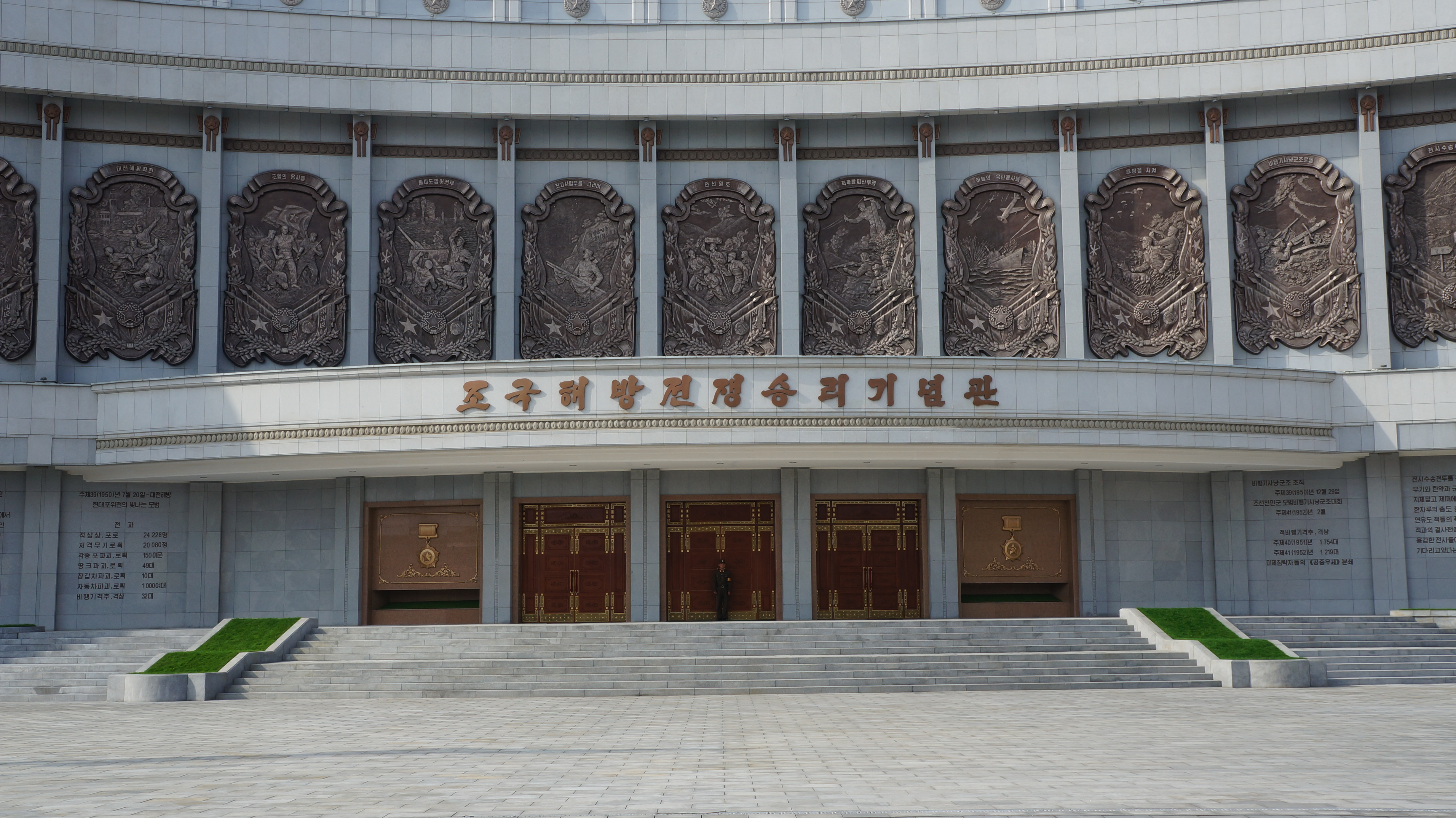
Entrée principale.
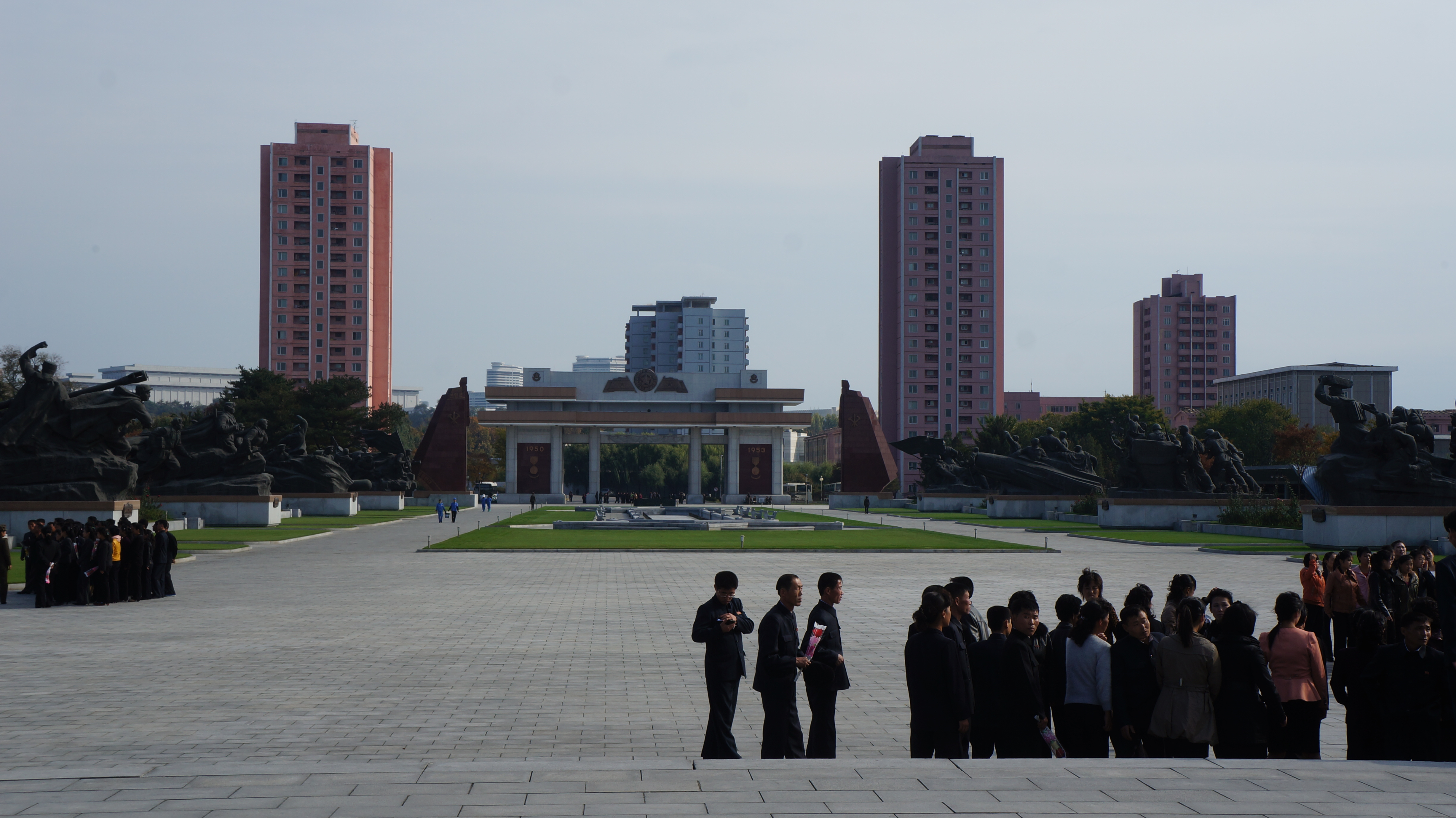
Vue des nombreuses statues de l'extérieur.
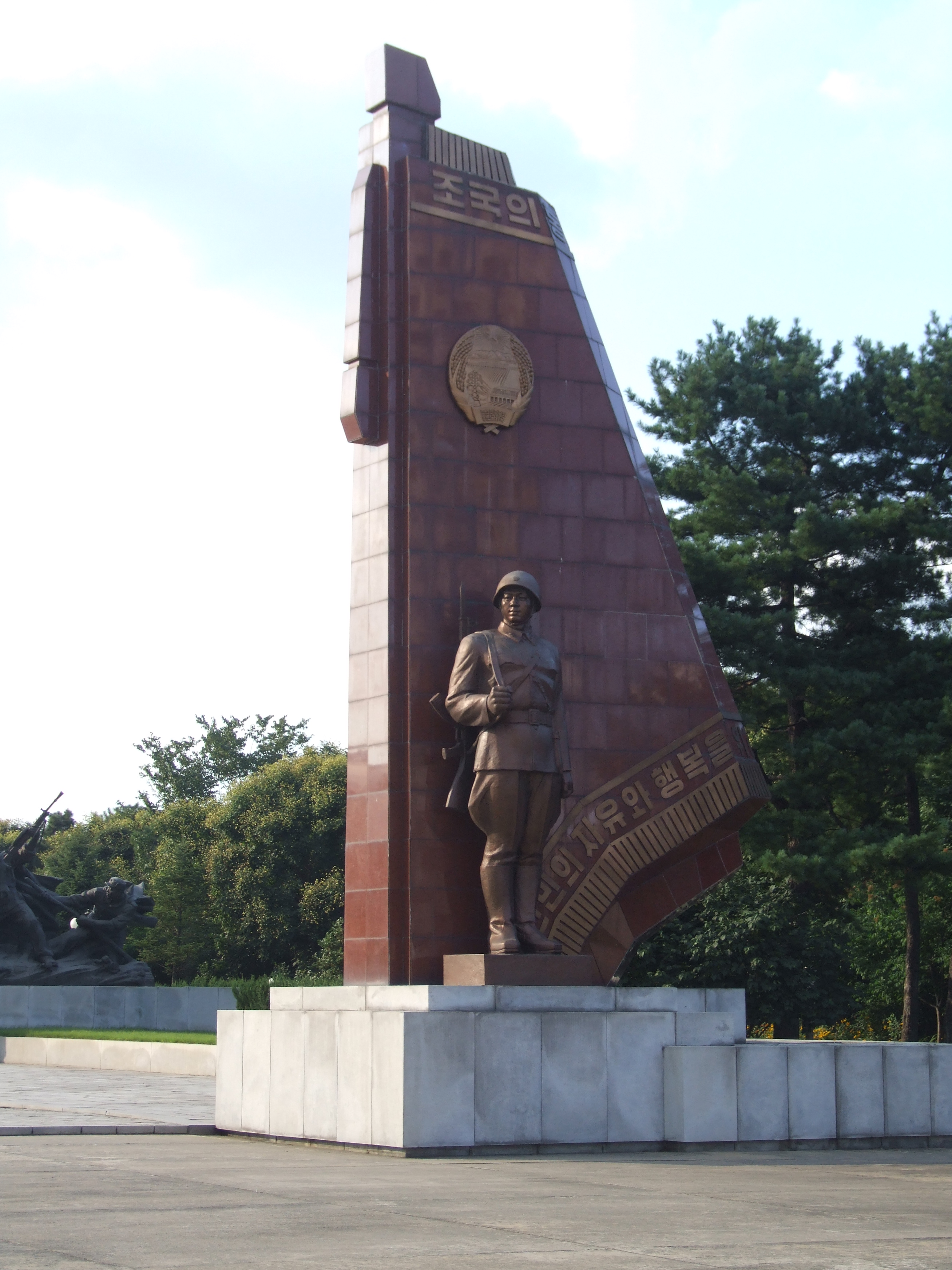
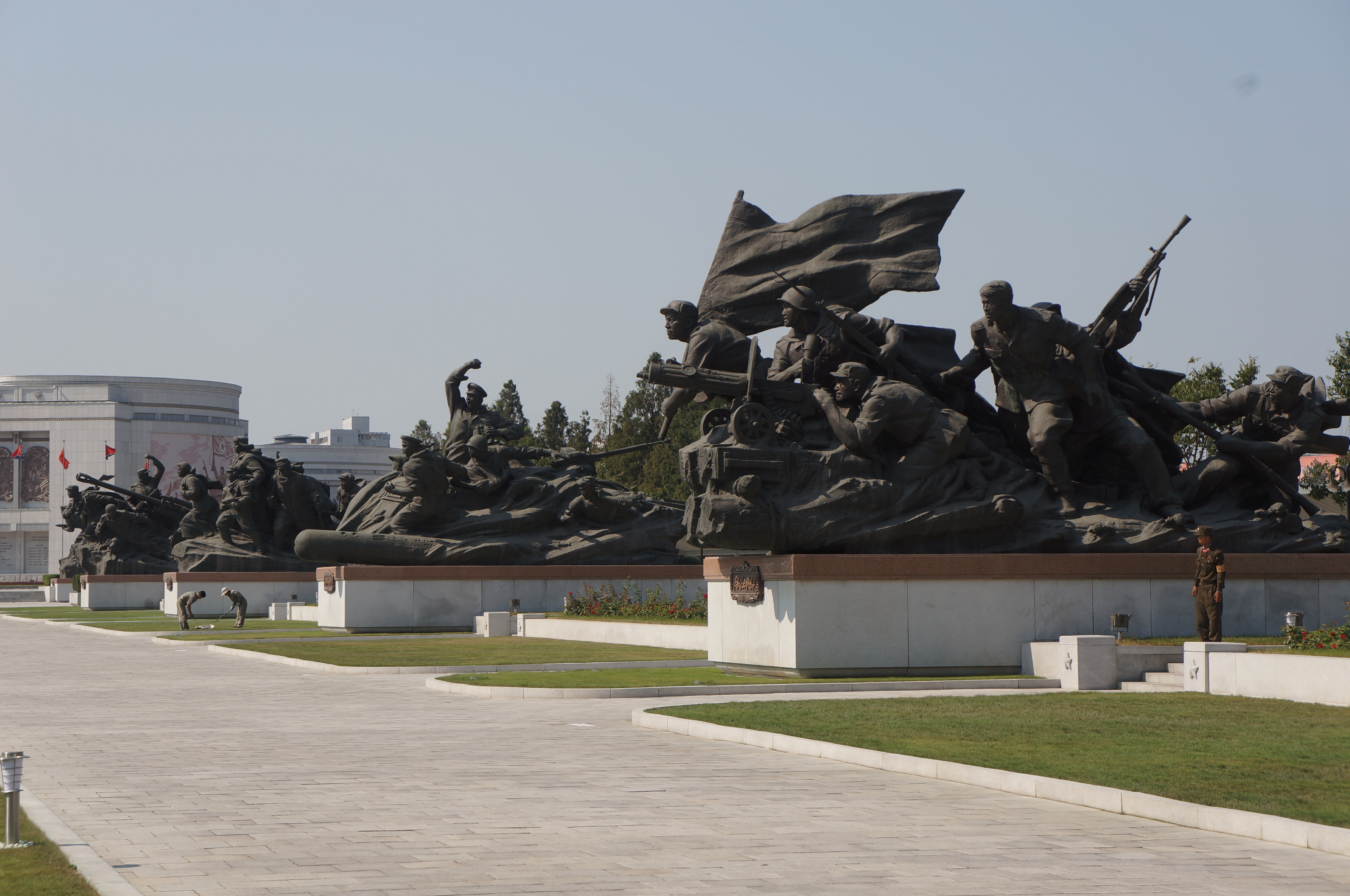
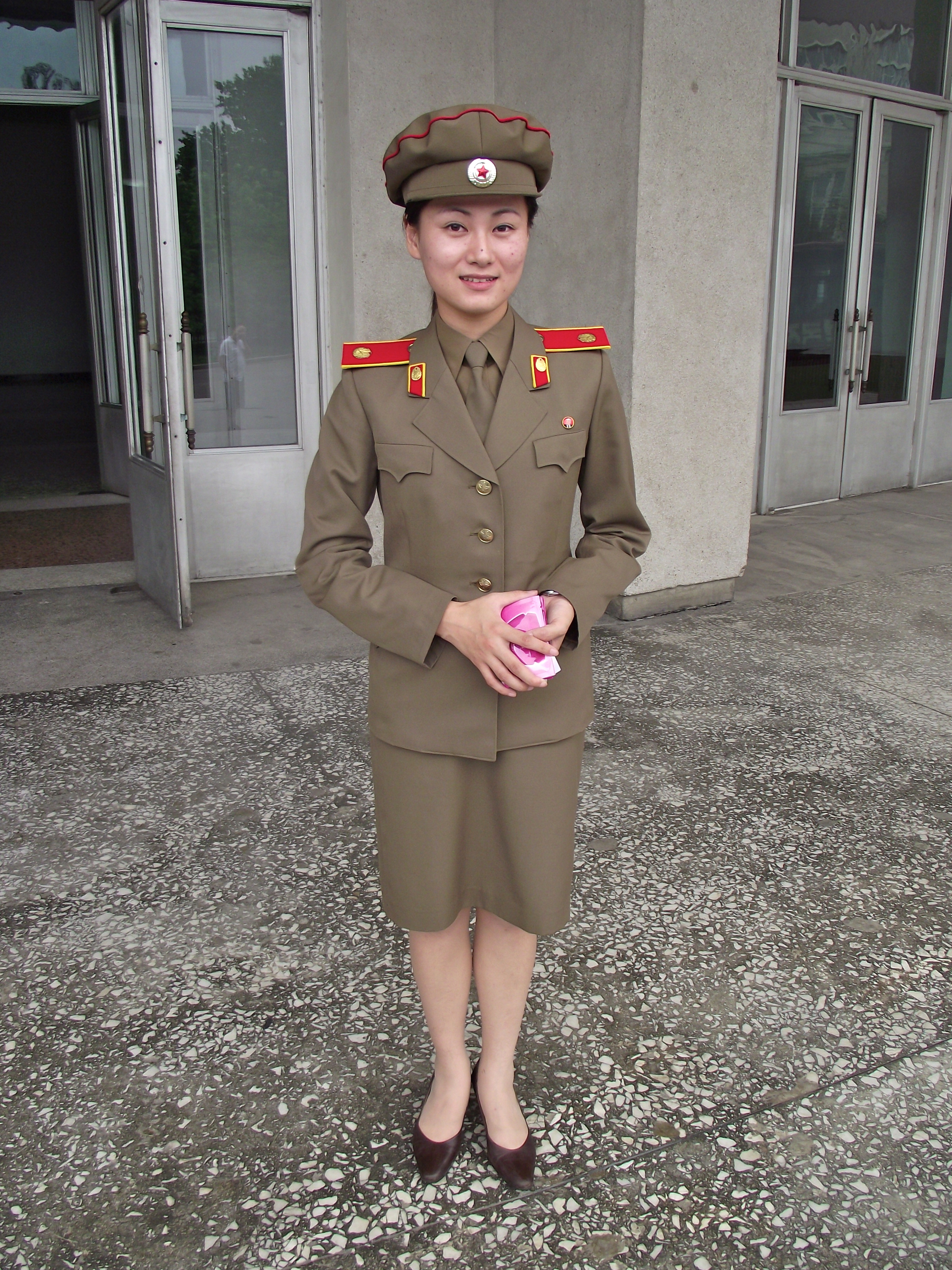
Guide du musée.

### L'intérieur

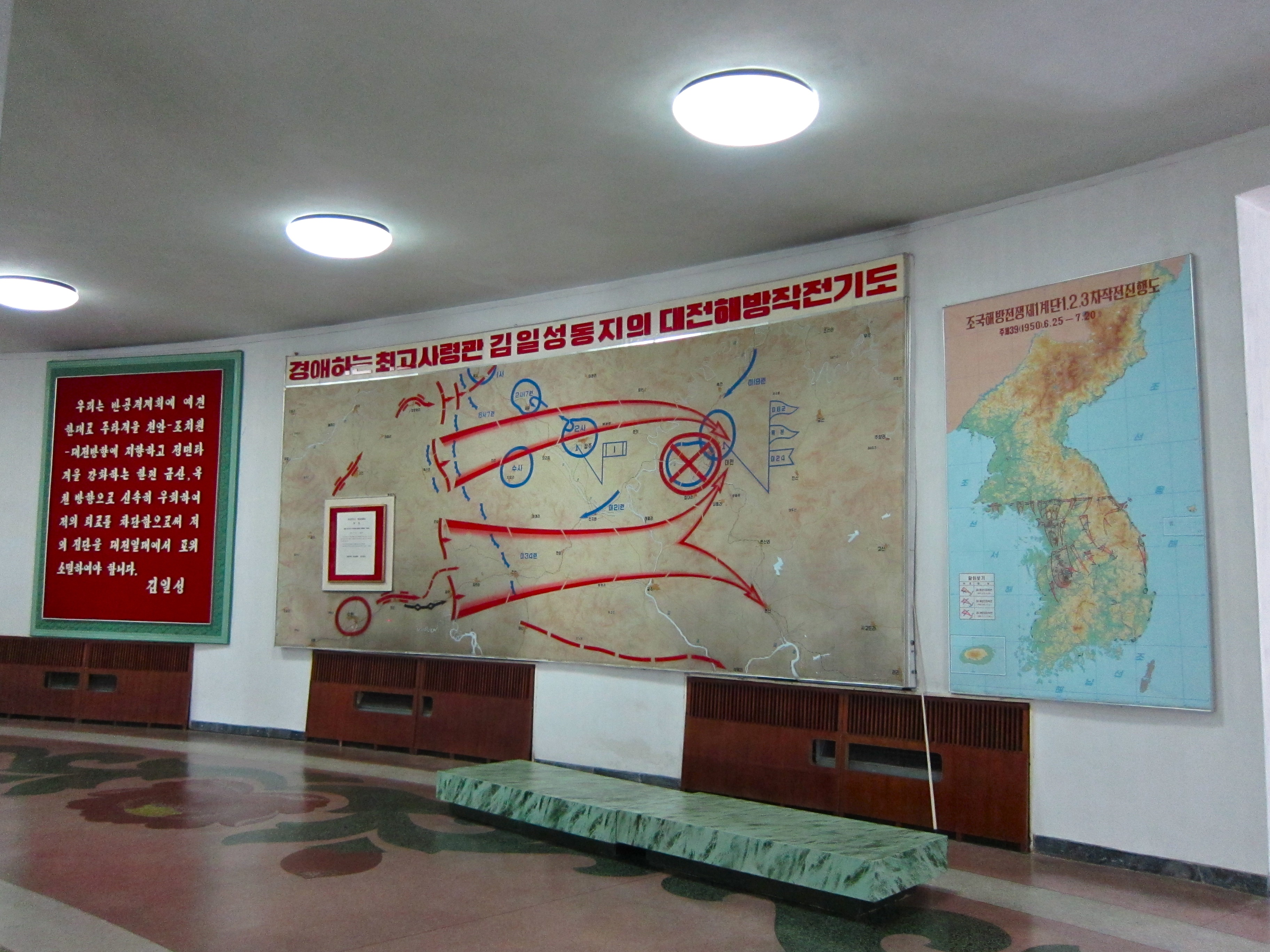
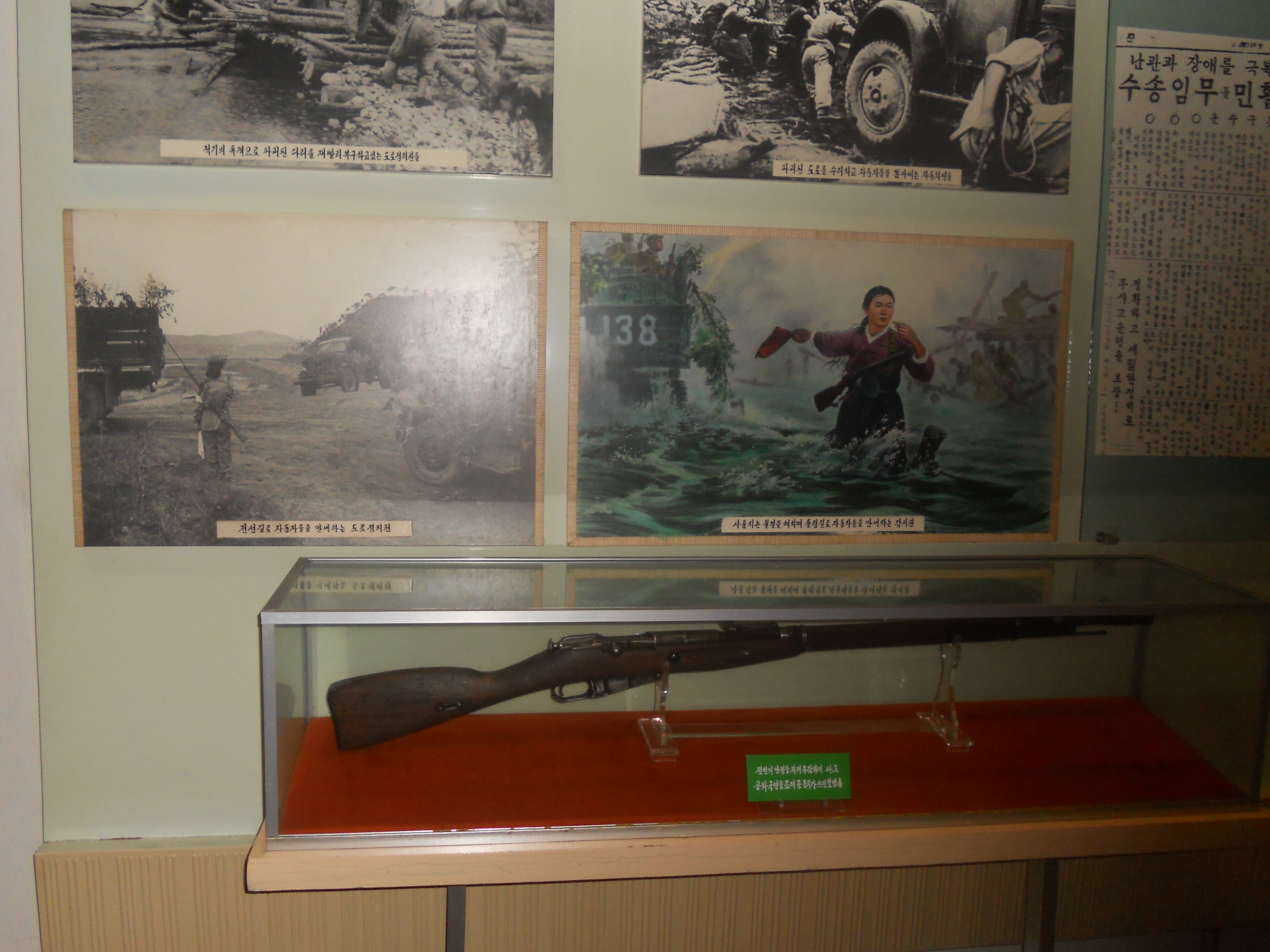
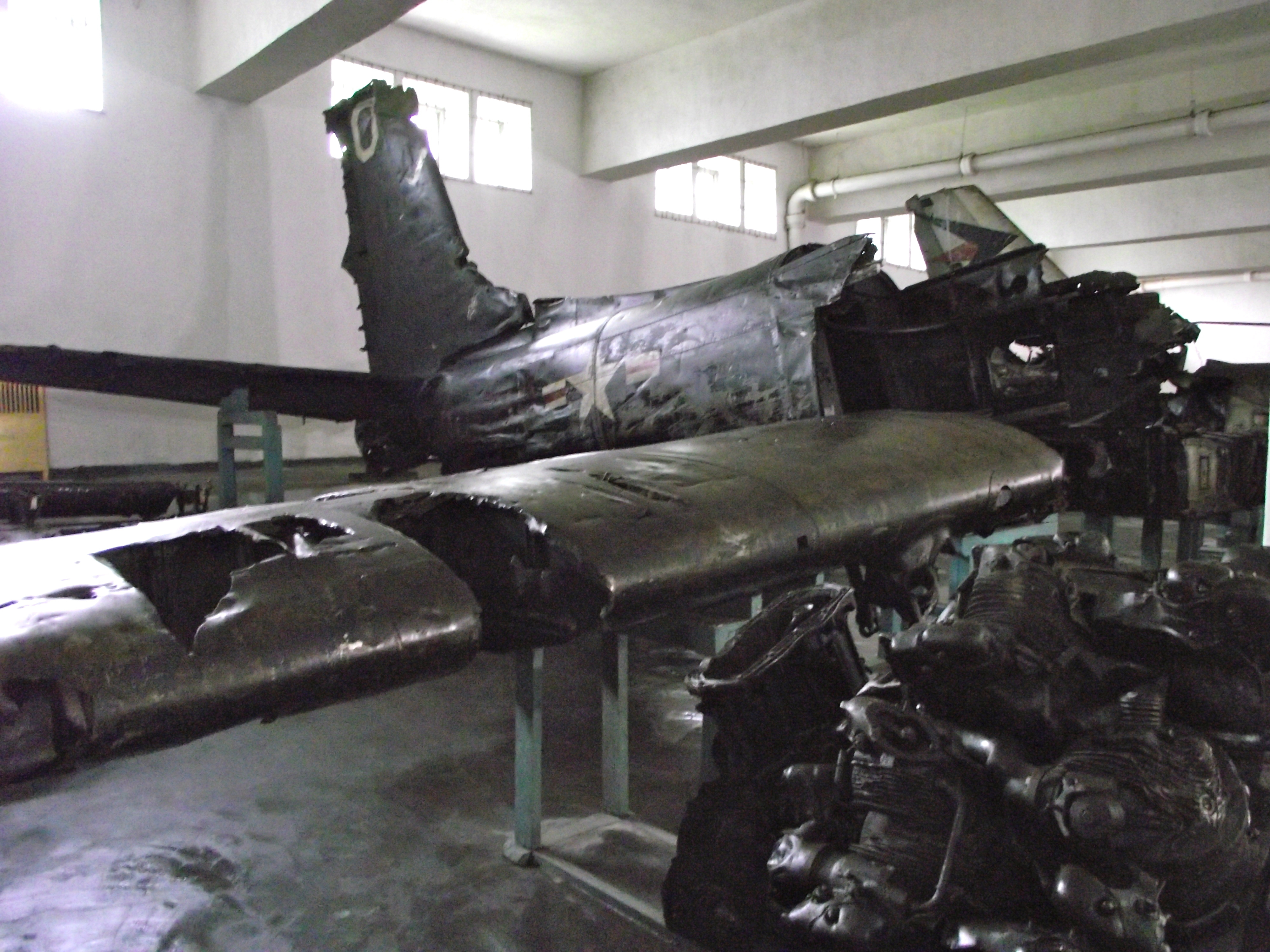
Avion américain détruit.
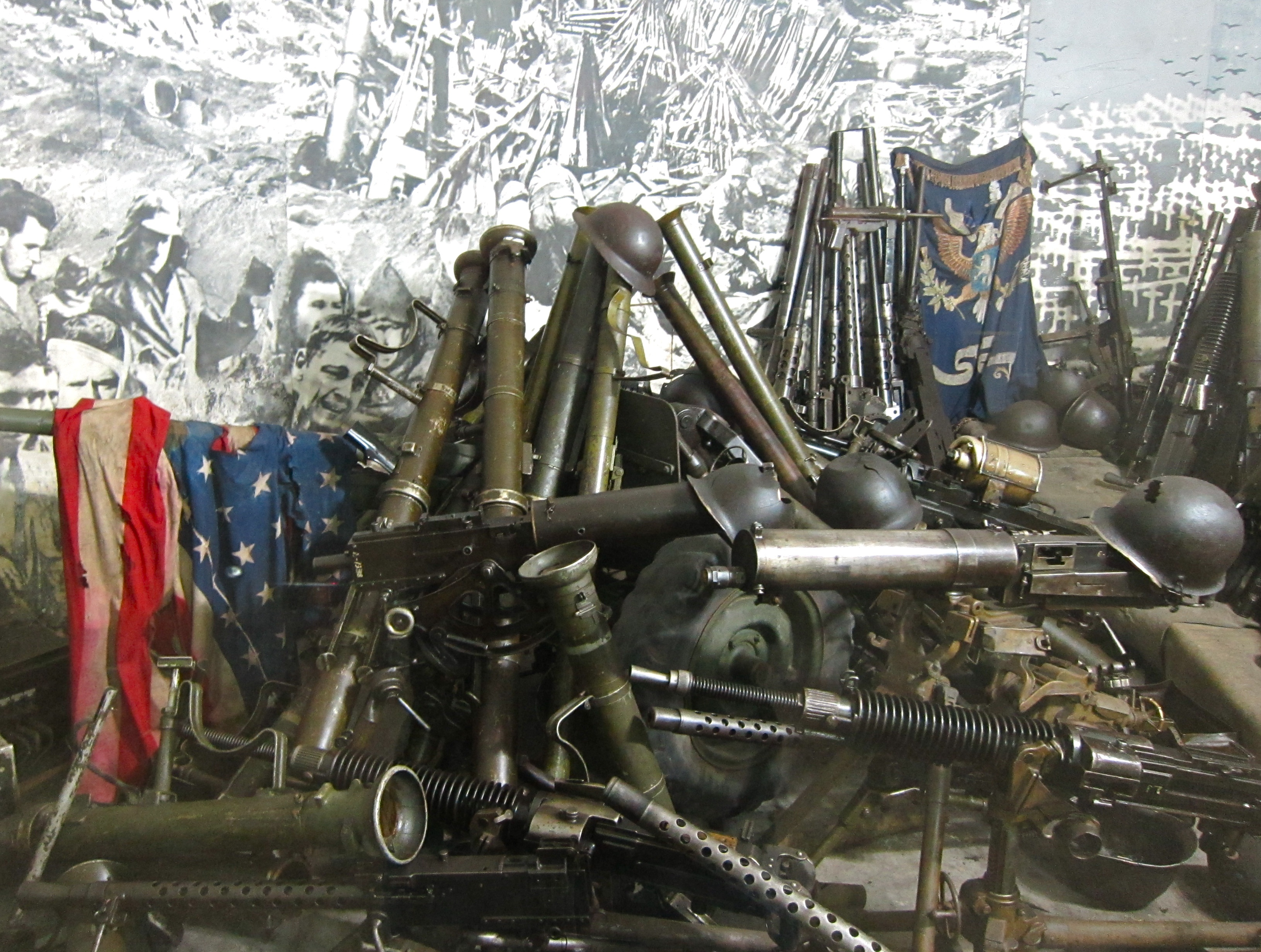
Armes américaines capturées.
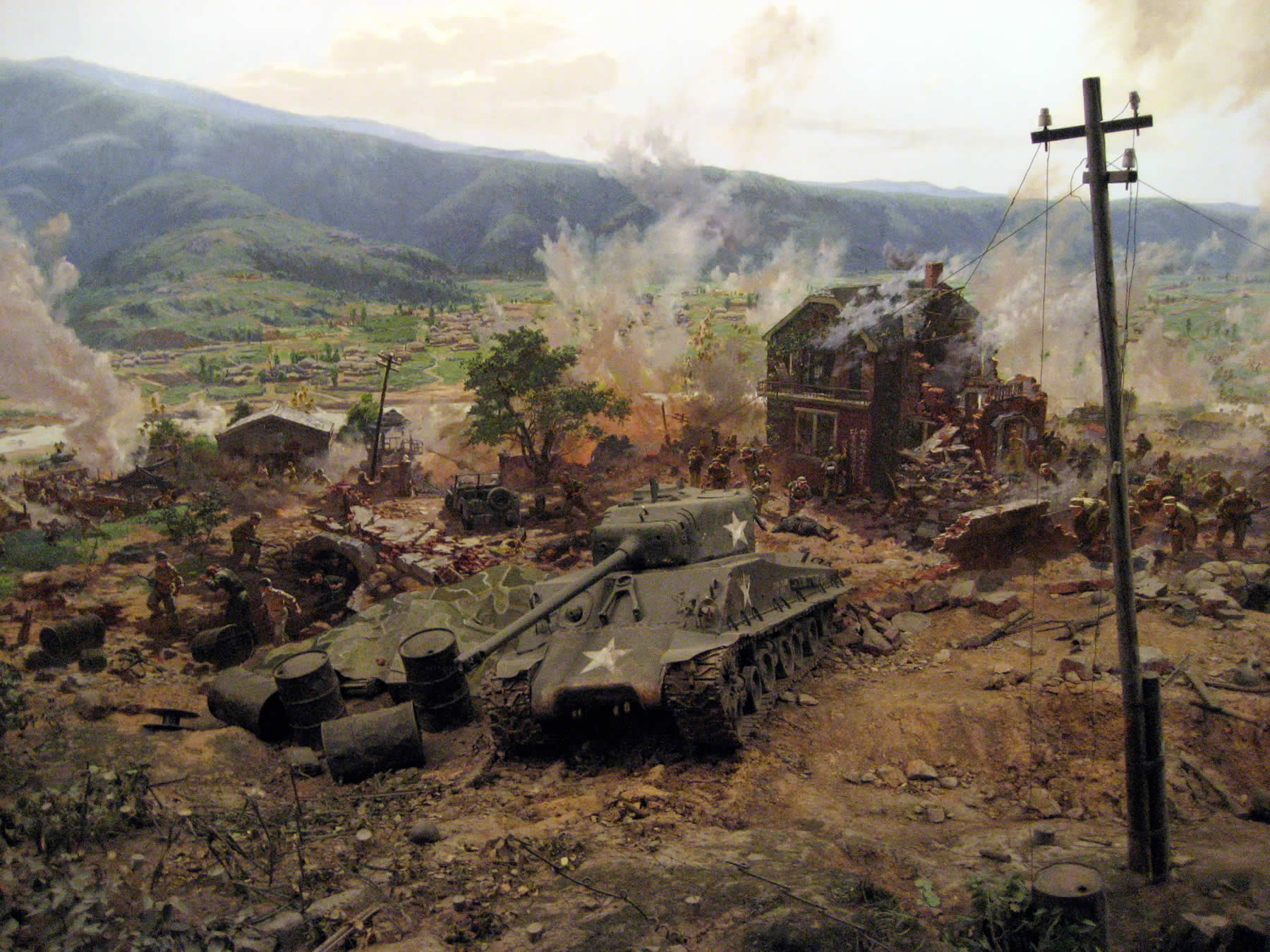
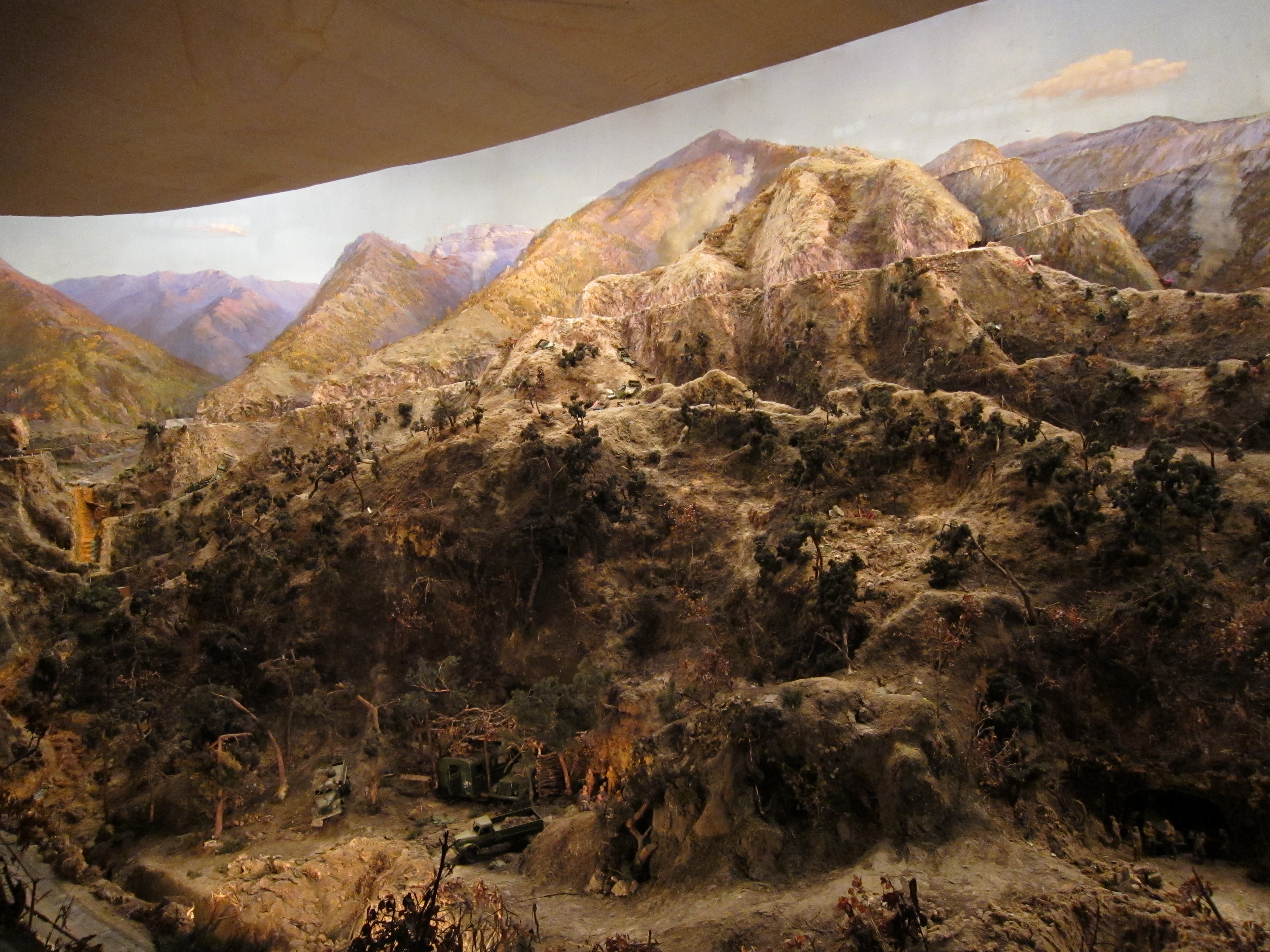
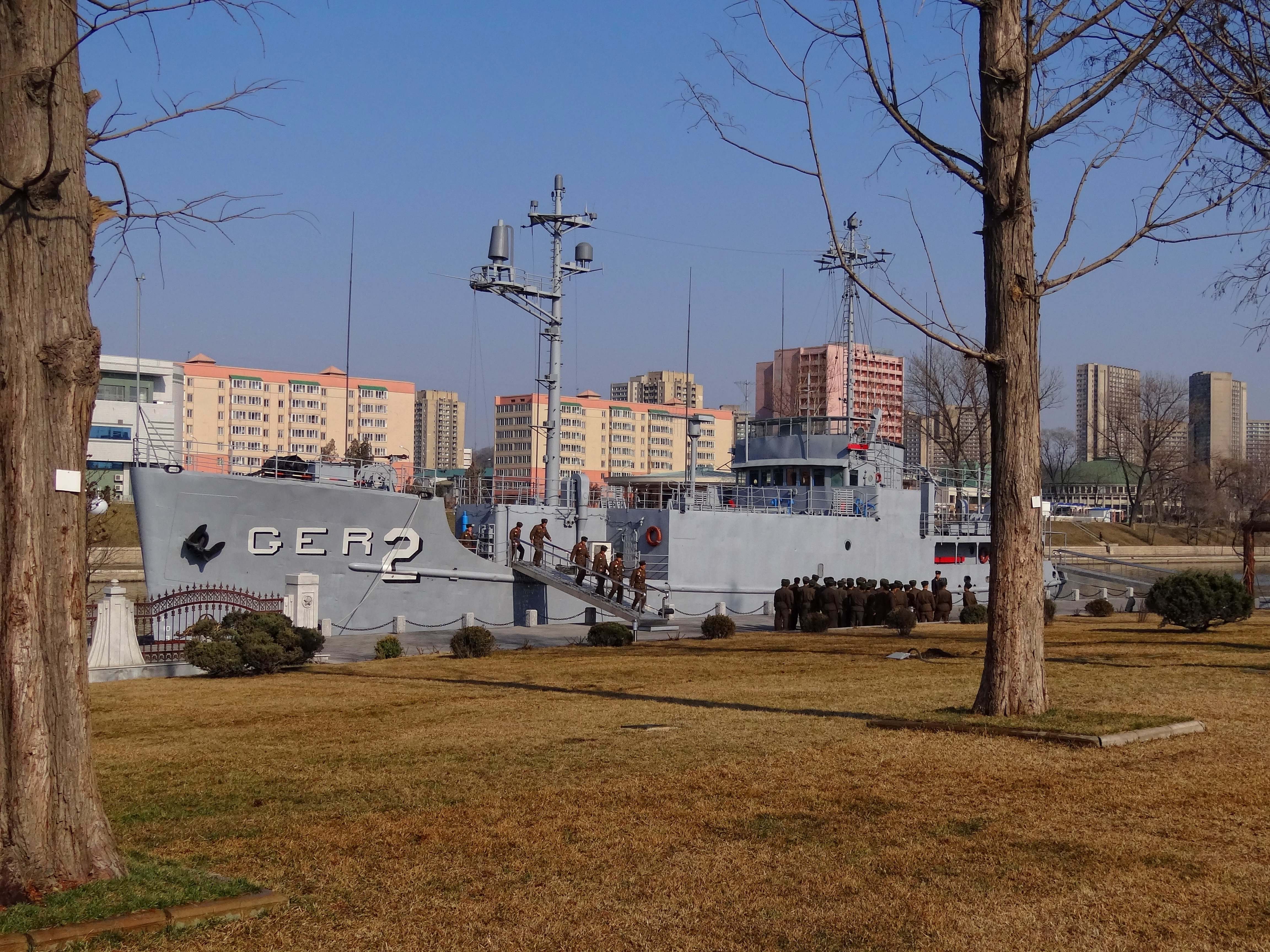
L'USS Pueblo.